# Bernardi Auto Works

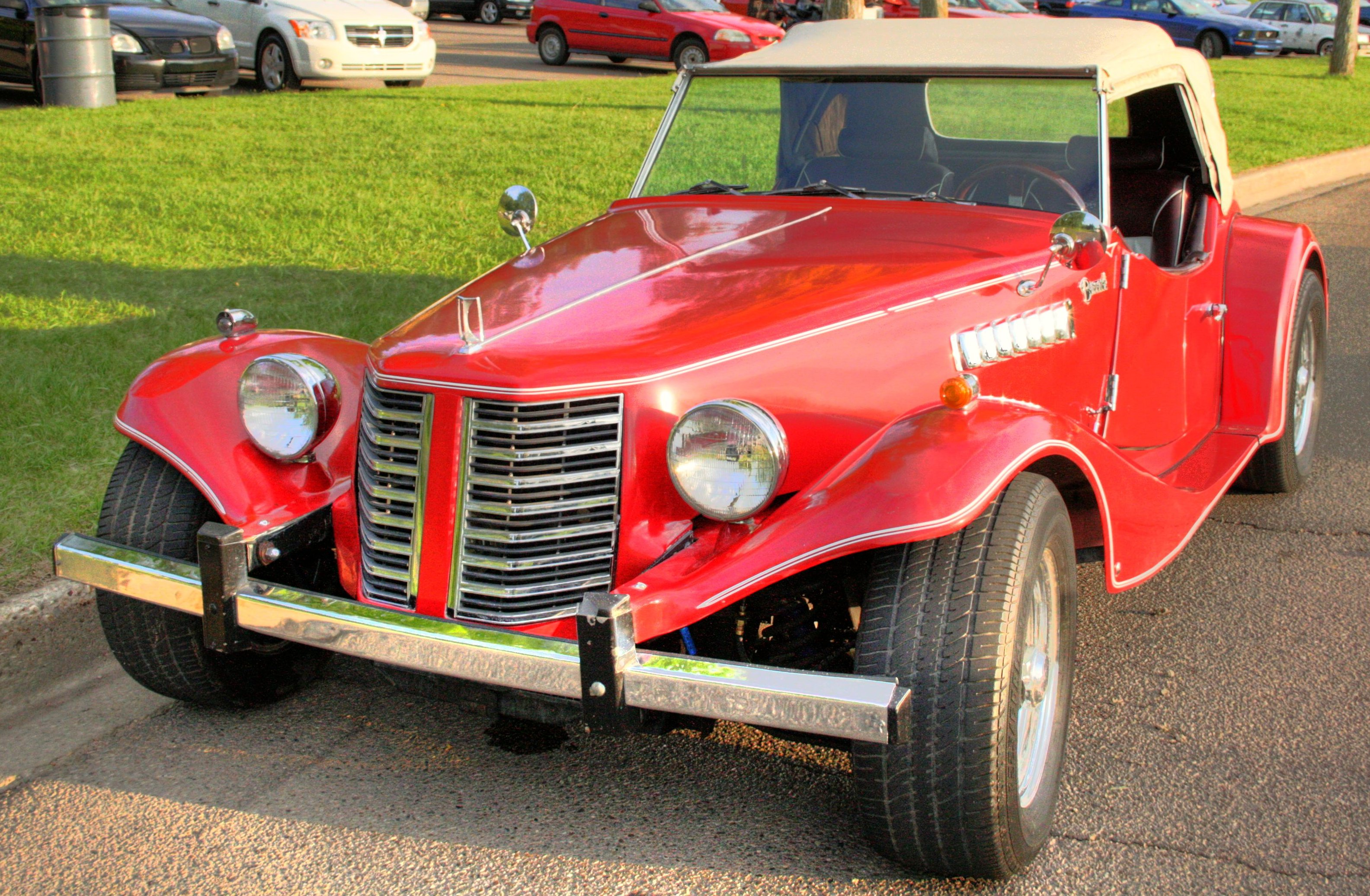
Blakely Bernardi

Bernardi Auto Works Ltd., vorher Blakely Auto Works, war ein US-amerikanischer Hersteller von Automobilen.

## Unternehmensgeschichte
Das Unternehmen wurde am 13. Oktober 1960 gegründet. Der Sitz war zunächst in Loves Park in Illinois. 1972 begann unter Leitung von Richard Paul Blakely die Produktion von Automobilen und Kit Cars. Der Markenname lautete Blakely. 1980 übernahm Arthur Herschberger das Unternehmen, der den Sitz nach Princeton in Wisconsin verlegte. 1985 änderte sich die Firmierung in Bernardi Auto Works. 1987 endete die Produktion. Alleine 1976 entstanden 126 Fahrzeuge und insgesamt über 200.

## Fahrzeuge
Das erste Modell Bantam war ein Fahrzeug im Stil des Lotus Seven. Die Basis bildete ein Stahlrohrrahmen. Darauf wurde eine offene Karosserie aus Kunststoff montiert. Ein Vierzylindermotor vom Ford Pinto trieb die Fahrzeuge an. Wenig später war auch ein Wankelmotor von Mazda erhältlich.
1975 ergänzte mit dem Bearcat ein komfortableres Modell das Sortiment. Das Fahrzeug hatte Türen und eine bessere Innenausstattung. Außerdem war es länger und schwerer als der Bantam.
Nach 1980 erschien mit dem Bernardi ein überarbeiteter Bearcat. Auffallend war ein verchromter Kühlergrill mit waagerechten Streben, der vom Oldsmobile Cutlass stammte. Jetzt waren auch V6-Motoren von Ford für Bearcat und Bernardi lieferbar.
In den 1980er Jahren wurde der Bantam zum Hawk umbenannt.